# Franklin (Minnesota)
Franklin è un comune degli Stati Uniti d'America, situato nello Stato del Minnesota, nella contea di Renville.